# 김금성 (1927년)
김금성(金錦成, 1927년 11월 27일 ~ 1961년 9월 11일)는 대한민국의 군인이다. 6.25 전쟁시에 대한민국 공군이 출격한 거의 모든 주요작전들에 참가하여 많은 전공을 세웠다. 공군사관학교 생도대장을 거쳐 제10전투비행단장으로 재직하면서 공군의 발전에 기여하였다.

## 생애
김금성 장군은 1927년 충북 충주에서 태어나, 청주농업중학교 임업과를 2년간 수료하고 일본으로 건너가 육군비행학교를 졸업하였다. 이후 6.25 전쟁이 한창이던 1950년 10월 15일 공군 소위로 임관하였다. 임관 후 제1전투비행단 정찰대에서 L형 연락기로 적정 정찰, 연락, 전단 살포 등의 비행임무를 성공적으로 수행하였으며, 1951년에는 강릉기지에서 F-51 전투기 조종사로 활약하였다. 이후 1952년 승호리 철교 폭파작전과 송림제철소 폭격작전, 1953년 3월 351고지 탈환을 위한 근접항공지원작전 등 한국 공군의 우수성을 알린 주요작전들에 참가하였다. 특히 전쟁기간 중 전투비행대대장, 작전과장 등을 역임하며 비행단의 핵심적인 역할을 수행하면서 한국 전투 조종사로서는 두 번째로 많은 193회를 출격하였고, 작전하던 중 여덟 번이나 적의 대공포화에 전투기가 피탄되었으나 투철한 책임감과 우수한 조종기량을 발휘하고 위기를 극복하여 모든 출격 조종사의 표상이 되었다. 6.25 전쟁 후에는 공군사관학교 생도대장, 제10전투비행전대장으로 근무하며 공군의 전력증강 및 발전에 기여하였다. 공군 제10전투비행단장으로 재직 중이던 1961년 9월 불의의 비행사고로 순직하여 국립서울현충원에 모셔져 있다. 김금성 장군의 수많은 화려한 공적을 인정하여 정부에서는 태극무공훈장, 을지무공훈장, 충무무공훈장, 화랑무공훈장을 수여하여 그 숭고한 뜻을 기리고 있다. 이외에도 미국 수훈비행십자훈장, 미국비행훈장 등을 수상하였고, 2005년 4월 인천보훈지청에서 이달의 국가유공자로 선정되었다. 이에 이어 국가보훈처에서는 김금성 장군을 2019년 11월 6‧25 전쟁영웅으로 선정하였다.

## 참전 전투

### 승호리 철교폭파작전

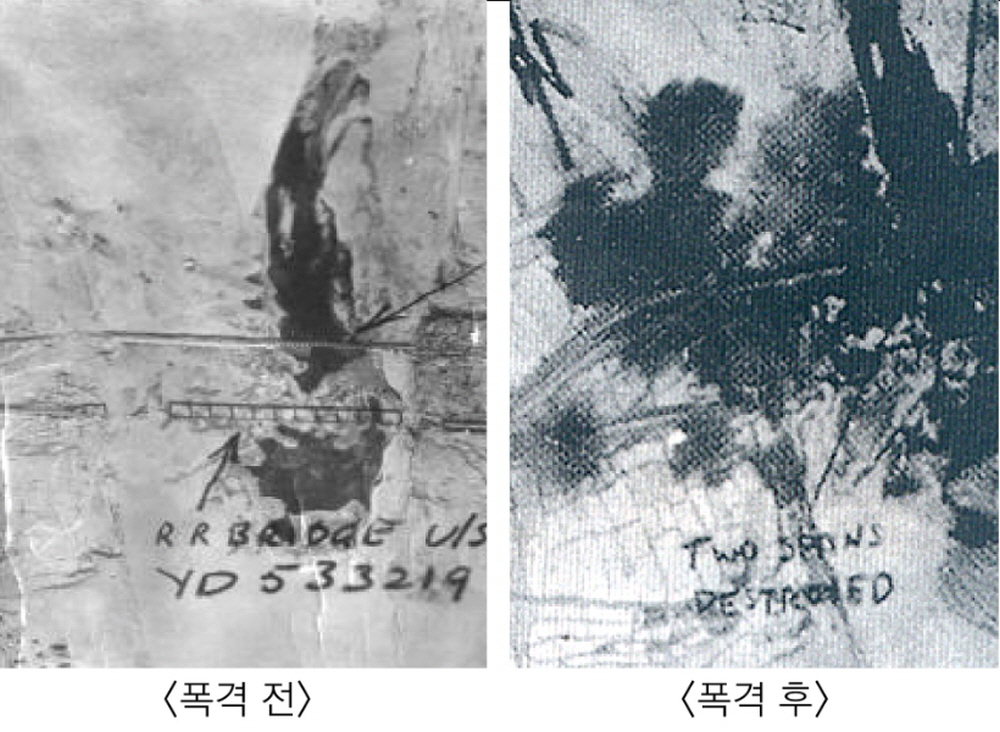
1952년 1월 평양 승호리 철교폭파작전 전후 비교

승호리 철교폭파작전은 3차에 걸쳐 평양 인근의 승호리에 위치하고 있는 교량을 폭파하는 작전이었다. 승호리 철교는 평양의 동쪽 10km에 위치하여 막대한 군수물자를 만주와 평양을 거쳐 중동부전선으로 수송을 하는 적의 후방보급로의 요충지였다. 미 제5공군은 북한의 후방보급로를 차단하기 위해 승호리 철교에 포격작전을 36회에 걸쳐 추진하였으나 계속해서 실패를 하게 된다. 그리고 그 작전을 한국 공군에게 임무를 인계하게 되고, 당시 한국 공군은 F-51 전폭기 10대를 미국에서 지원을 받아서 전쟁을 수행하고 있었다. 열악하기 그지 없는 환경에서 임무를 맡게 된 제10전투비행전대장인 김신 대령은 이 철교를 반드시 차단을 해야 한다고 조종사들에게 강조하며 김두만 소령에게 이 임무를 부여한다. 1952년 1월 12일 오전 7시 40분 김두만 소령을 편대장으로 한 F-51 전폭기 5대가 첫 출격을 하였다. 당시 3호기에 김금성 준장이 타고 출격하였다. 목표 상공에 도달한 편대장을 비롯한 편대원들은 평양 동남쪽 상공에서 적 대공포화 진지에 대해 로켓과 기관총을 집중하여 폭파시킨 후 승호리 철교를 향해 10개의 폭탄을 투하하는 등 수차례의 공격을 가했으나 성공하지 못하였다. 같은 날 오후 윤응렬 대위가 이끄는 3대가 출격을 하였으나 두 번의 출격 모두 폭탄 투하에서 큰 성과를 거두지 못하였다. 작전의 책임자였던 김신 대령은 이 실패가 미 공군 전술교리에 따른 고공투하 때문이라는 결론을 내리고 4000피트 고도에서 강하하고 1500피트에서 공격을 하는 초저공침투공격법을 쓰기로 결정한다. 이는 조종사들에게 굉장히 위험한 방법이었다. 이 방법으로 1월 15일 2개 편대의 6대 전폭기가 출격하여 철교 중앙의 경간 2개를 폭파시키며 작전에 성공하게 된다. 미 공군이 실패한 작전을 우리 공군이 성공시키며 유엔군도 우리 조종사들의 전투기량을 인정하게 되었고, 지금도 우리 공군의 자랑스러운 역사로 기억되고 있다. 승호리 철교폭파작전을 담은 영화인 빨간마후라가 1964년 개봉되었다.

### 송림제철소 폭격작전
송림제철소 폭격작전은 승호리 철교폭파작전의두 달 뒤인 1952년 3월부터 4월까지 걸쳐 공군이 수행한 북한 공업 도시 송림시를 폭격하는 작전이었다. 송림시는 대동강 어귀에서 약 50km 올라가 황주천이 합류하는 지점에 위치한 도시로 이곳에 경의선 황주역에서 13km에 이르는 지선이 설치되어 있었고 대동강 수로를 이용해 5000톤 급 선박의 정박도 가능했던 교통의 요충지였다. UN의 공군은 북한의 전쟁 잠재력을 조기에 제거하기 위해 전쟁 초기 1050년 7월 초 흥남, 원산, 평양, 나진 등 북한의 산업중심지를 파괴했으며 이후 중소도시의 산업시설에 대한 폭격도 계속 이어갔다. 미 5공군은 이러한 산업시설 폭격작전의 하나로 대한민국 공군에 북한의 공업도시인 송림시를 폭격하라는 임무를 부여한다. 이에 따라 강릉기지의 제10전투비행전대에서는 1952년 3월 28일 오전 옥만혹, 김금성 대위를 편대장으로 한 2개 편대의 8대 F-51 전투기를 출격시켰고, 송림의 공장지대 상공에서 적의 군수시설인 조차장과 유류 및 탄약저장소를 폭격한 후 귀환하였다. 오후에 이기협, 나창준 대위를 편대장으로 하는 8대의 전투기가 같은 지역으로 출격하여 송림제철소를 폭격하였다. F-51 전투기에 500파운드의 폭탄 2발과 로켓탄 4발을 각각 장착하여 용광로 2개소, 건물 4개동, 인근 철도 1개소를 파괴하였다. 나흘간 총 61회 출격하며 송림지역의 공장지대와 제철소 지역을 공격하였다. 이 작전으로 광로, 부속건물, 군수공장, 유류집적소와 송림시 공장지역으로 연결되는 주변의 철도와 철교 등을 파괴하는 성과를 거두었다.

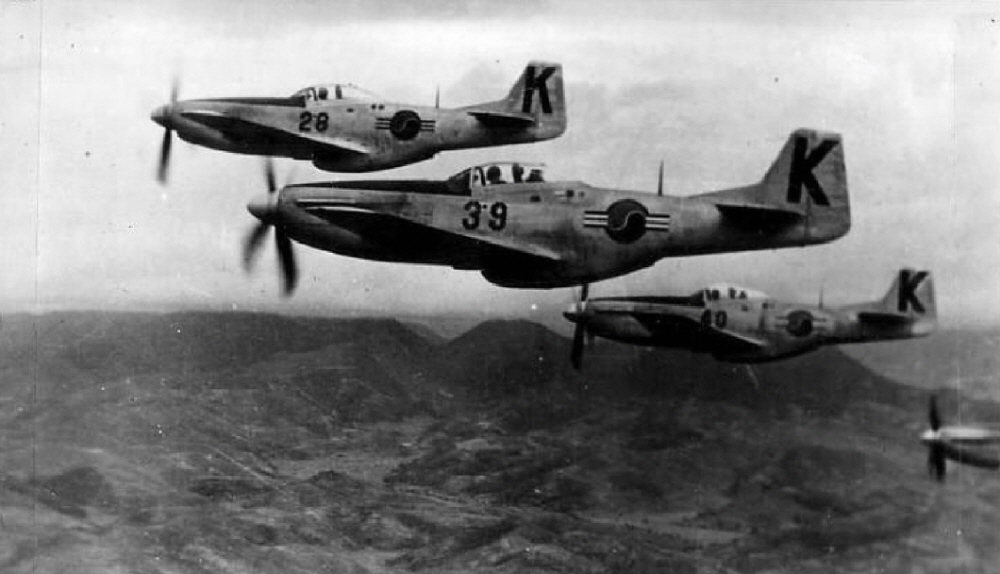
동해안 강릉기지에서 출격중인 F-51 머스탱 편대

### 351고지 탈환작전
1953년 3월 351고지 탈환을 위한 근접항공지원작전을 수행하였다. 휴전협정이 개시되기 전, 한 치의 땅이라도 더 차지하기 위해 치열한 전투를 계속하며 351고지의 주인이 국군과 북한군으로 바뀌기를 수시로 거듭하던 중 1952년 10월 28일 육군 제1군단 예하 제5사단에서 방어중인 351고지와 339고지에 북한군 제7사단이 공격을 해왔다. 이에 강릉기지의 제10전투비행단에서 4대의 F-51 전투기 편대가 출격을 하여 적의 벙커를 공격하였다. 계속해서 국군과 북한군이 엎치락 뒤치락하다 고지를 북한군에게 빼앗기게 되어 휴전 막바지에는 국군은 혈전을 벌이던 당시 총 15개 편대 60대의 전투기가 351고지와 인근 지역으로 출격하여 적의 벙커와 야포진지 등을 공격하였다. 휴전협정이 체결된 1953년 7월 27일까지 전투는 계속되었지만 28일 351고지를 탈환하지 못하고 공격을 멈추어야 했다. 결국 351고지를 탈환하지 못했지만 이 탈환작전으로 속초, 양양, 금강산 이남의 고성을 지킬 수 있었다. 

## 같이 보기
- 이달의 호국 인물
- 대한민국 공군
- 공군사관학교
- 제10전투비행단 (대한민국)
- 노스아메리칸 P-51/F-51 머스탱
- 김신 (1922년)
- 김두만 (1927년)
- 빨간 마후라 (영화)

## 참고 문헌
- 김남혁, 〈공군 관련 영화의 한국전쟁 재현 양상에 대한 고찰〉, 《한국학연구》, 제55집, 고려대학교 한국학연구소, 2015
- 이명환, 〈6 · 25 전쟁 중 한국공군의 항공작전 (1950. 6~ 1953. 7)〉, 《군사》, 제59호, 국방부 군사편찬연구소, 2006
- 『호국의 별』, 7집, 국방부, 1983
- 『한국전쟁사』, 8권, 국방부전사편찬위원회, 1983